# 真諦
真諦（しんだい、旧字体: 眞諦、梵: Paramārtha パラマールタ、永元元年（499年） - 太建元年1月11日（569年2月12日））は、西インド生まれで中国に渡来した訳経僧、真諦三蔵。鳩摩羅什、玄奘、不空金剛と共に四大訳経家と呼ばれる。
『続高僧伝』の本伝では、音訳表記によって、拘那羅陀や波羅末陀と書かれており、意訳で真諦、あるいは親依という、と記されているが、一般には真諦という呼称で通用している。

## 生涯
西インドのウッジャイニー（ウッジャイン）で生まれる。インド僧であったが、扶南国にいた所を南朝梁の武帝に招かれ、以後経典の翻訳にたずさわる。大乗仏教の中でも瑜伽行唯識学派を伝えた。
梁の太清2年（548年）、真諦は広州を経由して建康（現在の南京）に到着した。しかし、時は侯景の乱に端を発する南朝梁末の動乱さなかの都であり、勧進元の武帝も亡く、もはや昔日の面影は失われていた。
真諦は、その後の南朝梁末から陳にかけての難を呉郡の地に避け、訳経事業を開始した。困難な状況の中でも、一生涯に翻訳した経論は、76部315巻に達した。しかも、その中には、『摂大乗論』、『倶舎論』、『金七十論』などの重要な経論が含まれていた。
晩年には、仏法の求通の時ではなく、渡来した真意を阻害されていると感じ、南海を経てインドに帰ることを決意する。しかし、それも成功せず、広州に留まり、刺史の要請によって再び訳経に従事し、また、講経・講論に努めた。真諦が没する前年には、真諦に帰依した一門が、建康仏教界への復帰を求めた。しかし、都の有力な僧の間から反対意見が相次いだため、実現することはなかった。

## 訳経
- 『十七地論』（散佚）
- 『阿毘達磨倶舎釋論』（『倶舎釈論』）（大正蔵 Vol.29 毘曇部 No.1559）
- 『攝大乘論』（大正蔵 Vol.31 瑜伽部 No.1593）
- 『攝大乘論釋』（大正蔵 Vol.31 瑜伽部 No.1595）
- 『中邊分別論』（大正蔵 Vol.31 瑜伽部 No.1599）
- 『大乗起信論』（大正蔵 Vol.32 論集部 No.1666）
- 『金七十論』（大正蔵 Vol.54 外教部 No.2137）

没後には訳出経論が北方に受容され、弟子達によって『摂大乗論』・『摂大乗論釈』を所依とした摂論宗が成立する、真諦はその祖とされるに至った。
また、真諦訳とされる『大乗起信論』が後代の中国や日本の仏教徒に与えた影響は測り知れないものがある。

## 特色
真諦の訳経の特色は、講学と訳経とが表裏一体をなしていた点である。常に訳出された経典には、「義疏」や「注記」が加えられた。しかし、その中国における生涯は、一つの拠点にとどまることなく、各地を流浪しながらの訳経事業であったため、まとめて保存されることが困難な状況にあった。その上、真諦の没後には、陳が隋に滅ぼされたために、その混乱に一層の拍車を掛けた。

## 伝記資料
- 『続高僧伝』巻1「陳南海西天竺沙門拘那羅陀伝」